# Gerbilo
O gerbil ou esquilo-da-mongólia é  a denominação vulgar atribuída a aproximadamente 110 diferentes espécies de pequenos roedores da subfamília Gerbillinae. São espécies africanas e asiáticas.
Em sua maioria, os gerbilos são animais noturnos, e quase todos são onívoros. Têm a pelagem variando de marrom claro a marrom avermelhado, e seu ventre é sempre mais claro que o resto do corpo, podendo ser branco ou creme. Os gerbilos têm como alimentação sementes, raízes e frutos.
Eles não emitem sons constantemente, apenas quando há sinal de perigo ou durante o contato sexual. Nessas ocasiões, eles batem uma das patas traseiras no chão. O pêlo dos gerbilos é oleoso, devido a uma glândula em sua barriga que libera no pêlo uma substância gordurosa.
Uma das espécies, Meriones unguiculatus,  conhecida como esquilo da Mongólia, tornou-se  um  animal de estimação muito popular.

## Classificação
- Subfamília Gerbillinae Gray, 1825
  - Tribo Ammodillini Pavlinov, 1981
    -       - Gênero Ammodillus Thomas, 1904

  - Tribo Taterillini Chaline, Mein & Petter, 1977
    - Subtribo Gerbillurina Pavlinov, 1982
      - Gênero Desmodillus Thomas & Schwann, 1904
      - Gênero Gerbillurus Shortridge, 1942

    - Subtribo Taterillina Chaline, Mein & Petter, 1977
      - Gênero Gerbilliscus Thomas, 1897
      - Gênero Tatera Lataste, 1882
      - Gênero Taterillus Thomas, 1910

  - Tribo Gerbillini Gray, 1825
    - Subtribo Desmodilliscina Pavlinov, 1982
      - Gênero Desmodilliscus Wettstein, 1916

    - Subtribo Gerbillina Gray, 1825
      - Gênero Dipodillus Lataste, 1881
      - Gênero Gerbillus Desmarest, 1804
      - Gênero Microdillus Thomas, 1910

    - Subtribo Pachyuromyina Pavlinov, 1982
      - Gênero Pachyuromys Lataste, 1880

    - Subtribo Rhombomyina Heptner, 1933
      - Gênero Brachiones Thomas, 1925
      - Gênero Meriones Illiger, 1811
      - Gênero Psammomys Cretzschmar, 1828
      - Gênero Rhombomys Wagner, 1841
      - Gênero Sekeetamys Ellerman, 1947

## Cuidados
Gerbilos precisam de forração para absorver a urina e para cavar. Eles não fazem tanto xixi, então a forração não precisa ter cheiros. As melhores opções são álamo, Carefresh e forração de sabugo de milho moído (corn cob). Em média, um aquário de 50 litros com dois gerbilos precisa ser limpo a cada duas ou três semanas. Se a água do bebedouro derramar, ou o cheiro for muito forte, obviamente você deverá limpá-lo antes. Quando limpo com freqüência, um viveiro não tem cheiro. Encha-o com 1/3 de forração se não estiverem reproduzindo. Eles adoram amontoar a serragem e enterrar sua comida nela.   Para fins de reprodução, cinco centímetros de forração  são suficientes, não sendo recomendável o uso de serragem de pinho ou cedro.  Papel picado (não impresso) também pode funcionar, no entanto a gaiola começará a cheirar bem mais rápido do que com serragem. recomendadas.
No  Brasil, NÃO se pode usar serragem, pois a madeira (PINUS) é tóxica para eles e o melhor a se usar é areia de gato.

## Gerbilos e  peste bubônica
Em 2015 foi apresentado um estudo que sugere que a chamada peste negra (peste bubônica), a grande pandemia iniciada com a epidemia de 1347–1353  e que matou milhões de pessoas  na Europa  durante quatro séculos, pode não ter sido propagada por ratos-pretos (Rattus rattus) , mas por gerbilos asiáticos, que teriam chegado ao continente através da Rota da Seda.